# Trigonopsis intermedia
Trigonopsis intermedia är en biart som beskrevs av De Saussure 1867. Trigonopsis intermedia ingår i släktet Trigonopsis och familjen grävsteklar. Inga underarter finns listade i Catalogue of Life.